# La Salle de bain
La Salle de bain je francouzský hraný film z roku 1989, který režíroval John Lvoff podle stejnojmenného románu Jean-Philippe Toussainta. Snímek měl světovou premiéru dne 8. března 1989.

## Děj
Muž rád pobývá ve své koupelně a tráví tam hodiny, dokud se jednoho dne do jeho bytu nepropadnou dva polští malíři. Poté odjíždí se svou ženou do Benátek a ve svém hotelovém pokoji hraje šipky.

## Obsazení
| Tom Novembre              | muž                  |
| Gunilla Karlzen           | Edmondsson           |
| Anouk Ferjac              | žena                 |
| Roland Bertin             | původní nájemník     |
| Philippe Laudenbach       | klient v hotelu      |
| Jean-Claude Leguay        | Pierre-Étienne       |
| François-Régis Marchasson | recepční             |
| Philippe Morier-Genoud    | přítel rodičů        |
| Charlotte de Turckheim    | Brigitte             |
| Helena Noguerraová        | dívka v supermarketu |

## Ocenění
- César: nominace na nejlepší filmový debut (John Lvoff)